# Hana (Hawaje)
Hana (Hāna) – jednostka osadnicza w Stanach Zjednoczonych, w hrabstwie Maui.